# Diana Hacıyeva
Diana Hacıyeva (Mariupol', 13 giugno 1989) è una cantante azera.

## Biografia
Diplomata alla Baku Music Academy come direttrice d'orchestra, Diana lavora al Baku Jazz Center come produttrice musicale e performer. Canta sia come solista che nella band Dihaj.
Nel 2011 ha preso parte al programma di selezione nazionale azero per l'Eurovision Song Contest, ma non si è qualificata per le semifinali. Ha lavorato con Elnur Hüseynov, il rappresentante azero all'Eurovision nel 2008 e nel 2015, sul brano Romeo, e ha lavorato come corista per Səmra Rəhimli, che all'Eurovision Song Contest 2016 a Stoccolma ha cantato Miracle. Il 5 dicembre 2016 è stato annunciato che Diana è stata selezionata da İctimai Televiziya və Radio Yayımları Şirkəti, l'ente radiotelevisivo nazionale azero, per rappresentare la sua nazione all'Eurovision Song Contest 2017 a Kiev.
Diana all'Eurovision si è presentata con il brano Skeletons, con il quale è riuscita a qualificarsi per la serata finale classificandosi quattordicesima su ventisei paesi partecipanti, ottenendo 120 punti.

## Vita privata
È di religione musulmana e occasionalmente indossa l'hijab. Dal 2009 è sposata con Ali Narisov, cantante e membro della band Dihaj, e insieme hanno avuto una figlia, Savi.

## Discografia

### Singoli
- 2014 - I Break Again
- 2015 - Gecələr keçir
- 2017 - Complain
- 2017 - Eşqini aşagı sal
- 2017 - Skeletons